# Howdens Joinery
Howdens Joinery plc ist ein britischer Küchenhersteller mit Sitz in London. Die Produktpalette des Unternehmens umfasst Einbauküchen, Küchentüren, Küchenschränke, Küchenarmaturen, Küchenspülen und -armaturen, Geräte, Küchenoberflächen und Küchenstauraum, sowie Arbeitsplatten, Spülen und Armaturen, Bodenbeläge, Geräte und Griffe. Als Gerätemarken werden neben der eigenen Marke Lamona angeboten: Constructa-Neff, Bosch, AEG, Hotpoint, Zanussi, Beko und Rangemaster. Die Gerätekollektion des Unternehmens umfasst Kochgeräte, Kühlgeräte, Geschirrspüler, Waschmaschinen, Kaffeemaschinen und Gerätepakete. Daneben bietet das Unternehmen Tischlereiartikel an wie Innen- und Außentüren, darunter Brandschutztüren, Fußböden, Treppenteile und allgemeine Schreinereiartikel.
Howdens Joinery verfügt über 800 Verkaufsstellen im Vereinigten Königreich und ist nach eigenen Angaben der führende Küchenhersteller im Lande.
Das Unternehmen fertigt in Howden, Yorkshire und Runcorn, Cheshire.
Howdens Joinery ist an der Londoner Börse gelistet und Teil des FTSE 100 Index.

## Geschichte
Howdens wurde 1995 von Matthew Ingle als Geschäftseinheit innerhalb der MFI Furniture Group plc. gegründet. Der Handel begann mit 14 Verkaufsstellen. Im Oktober 2006 verkaufte MFI sein defizitäres MFI-Einzelhandelsgeschäft für 1 £  an Merchant Equity Partners unter Beibehaltung von Howdens. Gleichzeitig wurde der Name MFI in Galiform plc. geändert.
Im Jahr 2007 wurde Howdens eigene Haushaltsgerätemarke Lamona ins Leben gerufen.
Im November 2008 ging das MFI-Einzelhandelsgeschäft in die Insolvenz. Im September 2010 änderte Galiform seinen Namen in Howden Joinery Group plc.
Im Januar 2015 wurde Howdens ein Royal Warrant als Lieferant von Einbauküchen durch Ernennung durch Ihre Majestät, die Königin, verliehen.
Im September 2019 wurde das Logo erneuert und „Joinery“ aus dem Markenzeichen entfernt.